# Маттео ди Пачино

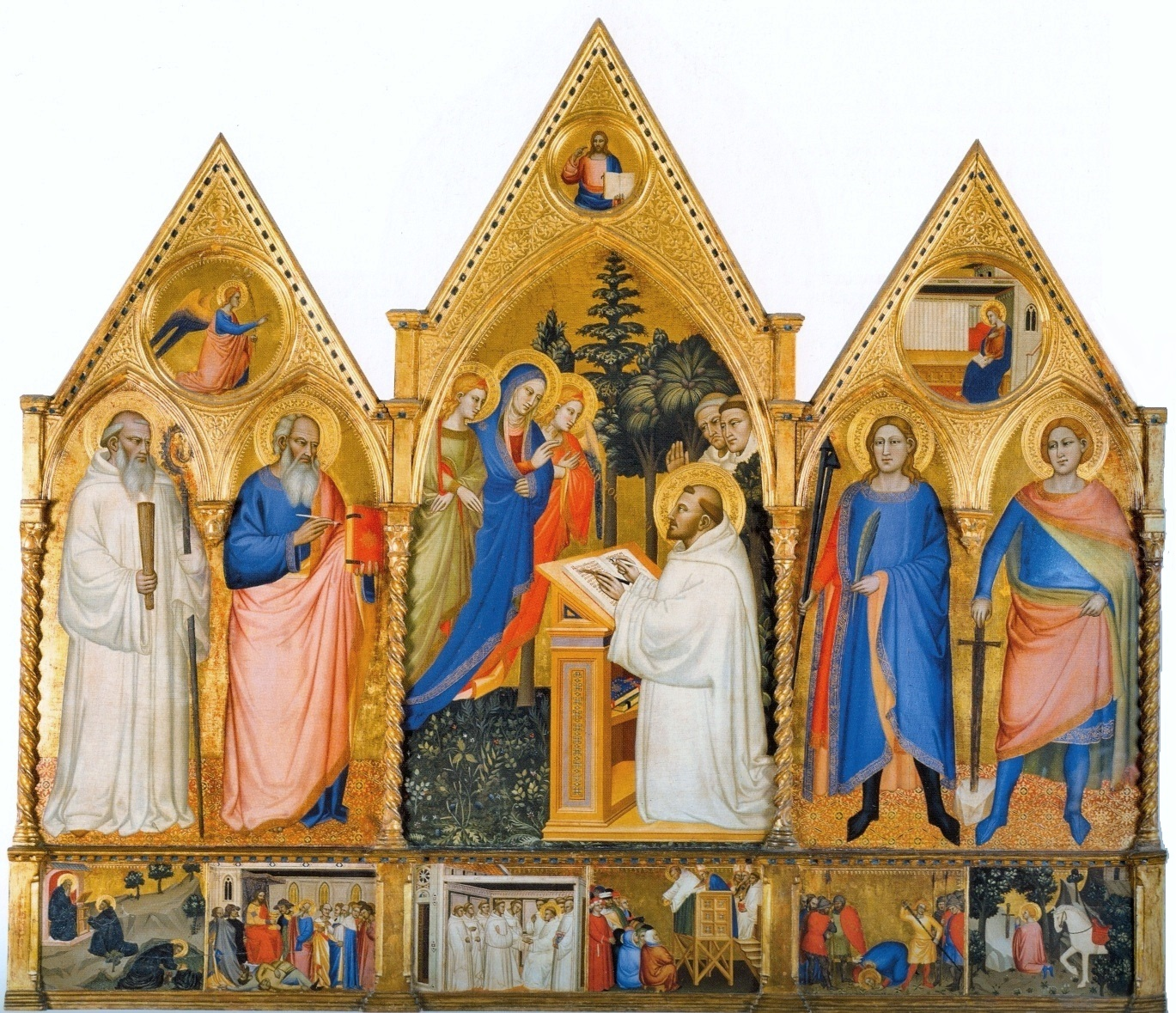
Триптих «Явление Богородицы св. Бернарду» ок 1365, Галерея Академии, Флоренция

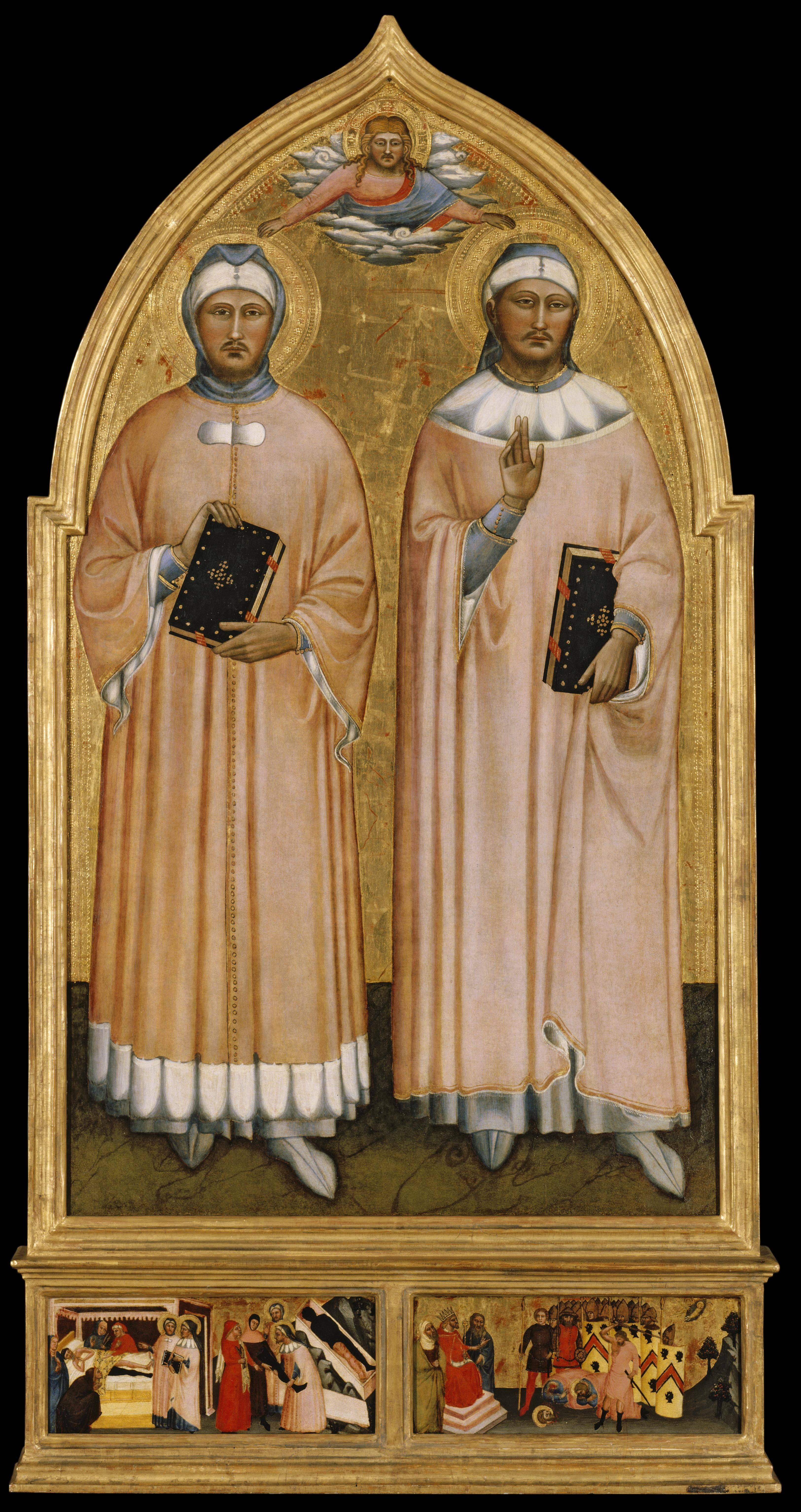
Святые Козьма и Дамиан. ок. 1370-75гг, Музей искусства Северной Каролины, Рэйли

Маттео ди Пачино (итал. Matteo di Pacino; упоминание в документах с 1359 по 1394 г.) — итальянский живописец.

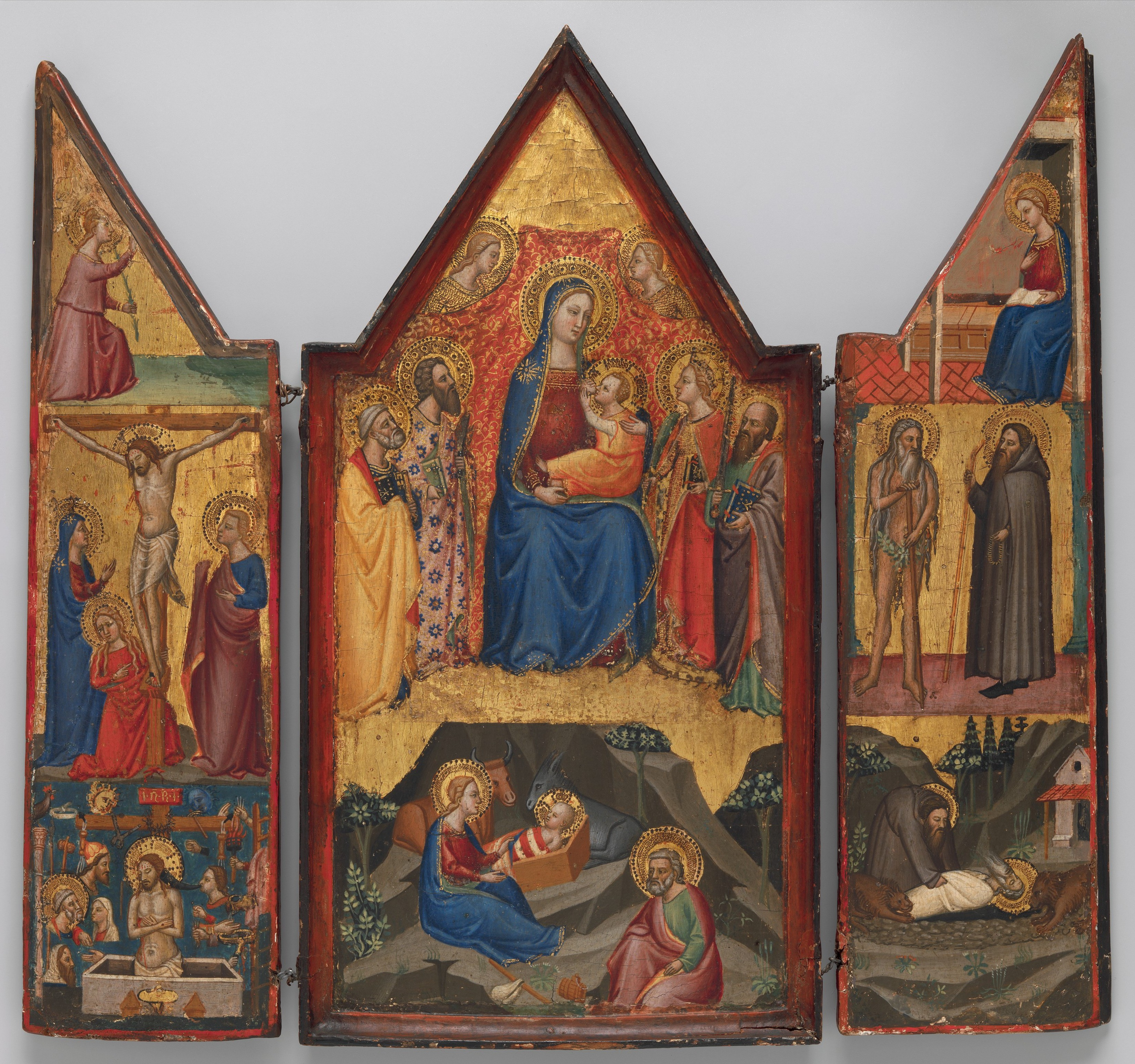
Триптих «Мадонна с младенцем и святыми», ок. 1380-90, Музей Метрополитен, Нью Йорк

## Биография и творчество
Даты рождения и смерти художника не известны. Предполагают, что начальное обучение Маттео получил в мастерской Бернардо Дадди. Его имя впервые появляется во флорентийских архивных документах в 1359 году: в списке Гильдии врачей и аптекарей (Арте деи медичи э дельи специали) от 25 июня 1359 года есть запись о его включении в эту организацию.
По всей вероятности, с начала 1360-х годов Маттео стал тесно сотрудничать с семейством братьев Чоне. В 1361 году он написал триптих «Коронование Марии со св. Мартином и Иоанном Крестителем», в живописи которого видна связь с искусством одного из братьев Чоне — Якопо (триптих ранее находился в знаменитом собрании Строганова, а ныне хранится в римской церкви св. Иоанна Иерусалимского; на триптихе есть подпись автора «MACTEUS PACINI» и дата: 20 марта 1361 г.). Судя по всему, Маттео какое-то время был участником мастерской Якопо ди Чоне, которая в конце 1360-х годов работала над изготовлением большого полиптиха для флорентийской церкви Сан Пьер Маджоре (отдельные картины этого большого алтаря хранятся в Лондонской Национальной галерее и иных коллекциях). В платёжных документах, относящихся к изготовлению этого выдающегося произведения, среди прочих числится и имя Маттео ди Пачино.
В 1367 году художник был избран в состав комиссии, которая занималась рассмотрением и утверждением проекта строительства Флорентийского собора, что следует считать свидетельством высокой оценки его талантов властями Флорентийской республики. В 1370 году Маттео ди Пачино завершил фрески в капелле Ринуччини ц. Санта Кроче, которые в 1365 году начал Джованни да Милано, но в силу каких-то причин оставил незаконченными. В тех же 1360-х годах он расписал фресками церковь Сан Донато в Польверозе (в окрестностях Флоренции; фрески сохранились в очень плохом состоянии).
Творчество Маттео ди Пачино находилось под сильным влиянием живописи братьев Чоне, которых считают продолжателями традиции Джотто. Джоттовская физическая весомость людей и предметов сочетались в его картинах со стремлением к украшательству и декоративности. Об этом свидетельствует триптих «Явление Богородицы св. Бернарду» из Галереи Академии, Флоренция, который приписывается мастеру по стилистическим признакам. Эти же особенности его живописи позволили отделить руку Маттео ди Пачино от руки Джованни ди Милано в известных фресках в капелле Ринуччини в ц. Санта Кроче, которые сначала считались целиком исполненными Джованни да Милано.
В своей работе, изданной в 1927 году Ричард Оффнер увидел разницу в исполнении четырёх нижних сюжетов фресок этой капеллы, на северной и южной стенах, а также нижних святых над входом в капеллу. Учёный приписал эти картины анонимному художнику, которого окрестил «Мастер Ринуччини» (Maestro Rinuccini). Научное сообщество приняло эту версию, и за несколько десятилетий исследований каталог анонимного мастера пополнился целым рядом стилистически близких произведений. В 1973 году известный исследователь итальянского искусства Лючано Беллози написал работу, в которой доказал сходство фресок капеллы Ринуччини и единственного триптиха Маттео ди Пачино «Коронование Марии со св. Мартином и Иоанном Крестителем», имеющего его подпись. После этого все произведения, ранее приписанные анонимному «Мастеру Ринуччини», перешли в каталог Маттео ди Пачино.
Самыми крупными среди станковых работ остаются триптих из бывшего собрания Строганова (Коронование Марии со св. Мартином и Иоанном Крестителем) и триптих «Явление Богородицы св. Бернарду». Последнее произведение наиболее известно благодаря тому, что выставлено во флорентийской Галерее Академии. Оно было создано ок. 1365 года для иеронимитского монастыря Санта Мария делле Кампора. Художник изобразил момент явления Богородицы св. Бернару Клервосскому в сопровождении ангелов, а по сторонам четырёх святых: Бенедикта, Иоанна Богослова, Квентина и Гальгано; в пределле — сцены из жития святых. Среди сохранившихся целиком произведений есть триптих «Мадонна с младенцем и святыми» из Музея Метрополитен, однако он небольшого формата, и в отличие от двух его крупных триптихов предназначался не для церковного алтаря, а для частных покоев.
В остальном большинство приписанных кисти Маттео ди Пачино станковых работ — это либо отдельные части расформированных полиптихов, как, например, деталь неизвестного большого алтаря с изображением святых Козьмы и Дамиана из музея искусства Сев. Каролины, Рэйли (работу датируют 1370-1375 годами; на картинах пределлы «Чудо с ногой мавра» и «Казнь святых Козьмы и Дамиана»), либо самостоятельные небольшие алтарные картины, выполненные художником для домов состоятельных заказчиков, и служивших домашними иконами.

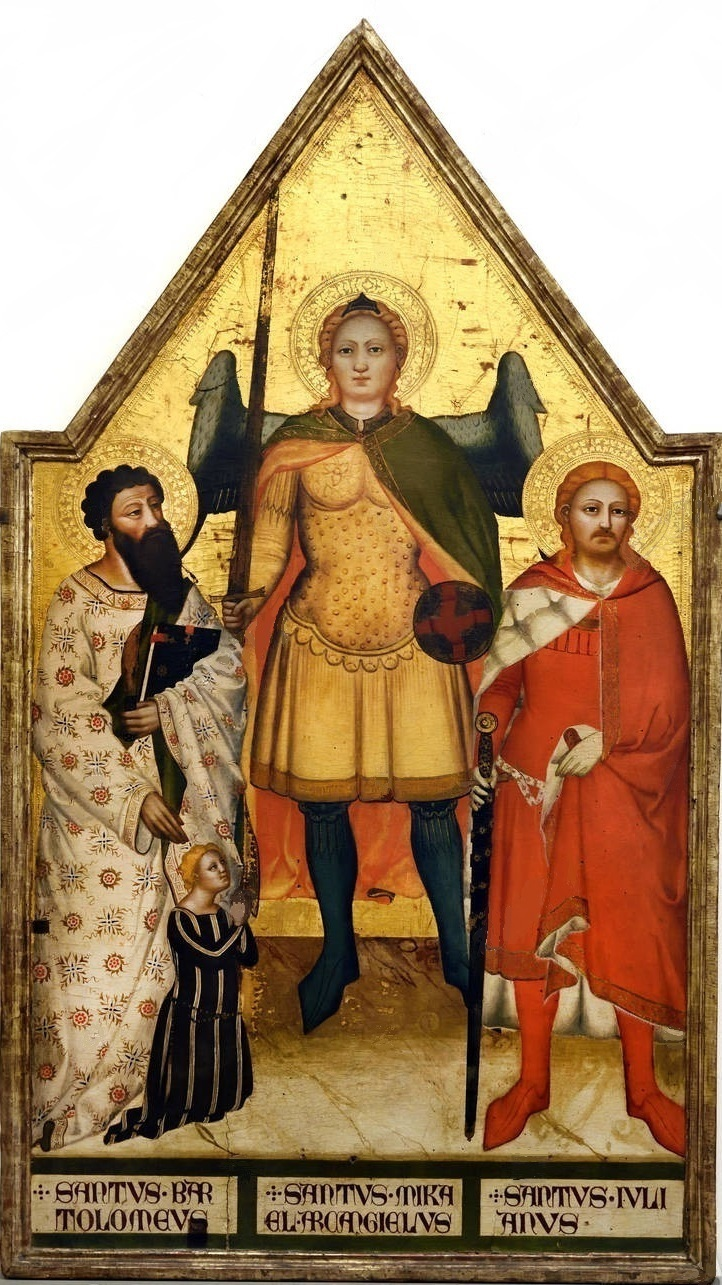
Архангел Михаил со св. Варфоломеем и Юлианом. ок. 1360г. Галерея Академии, Флоренция
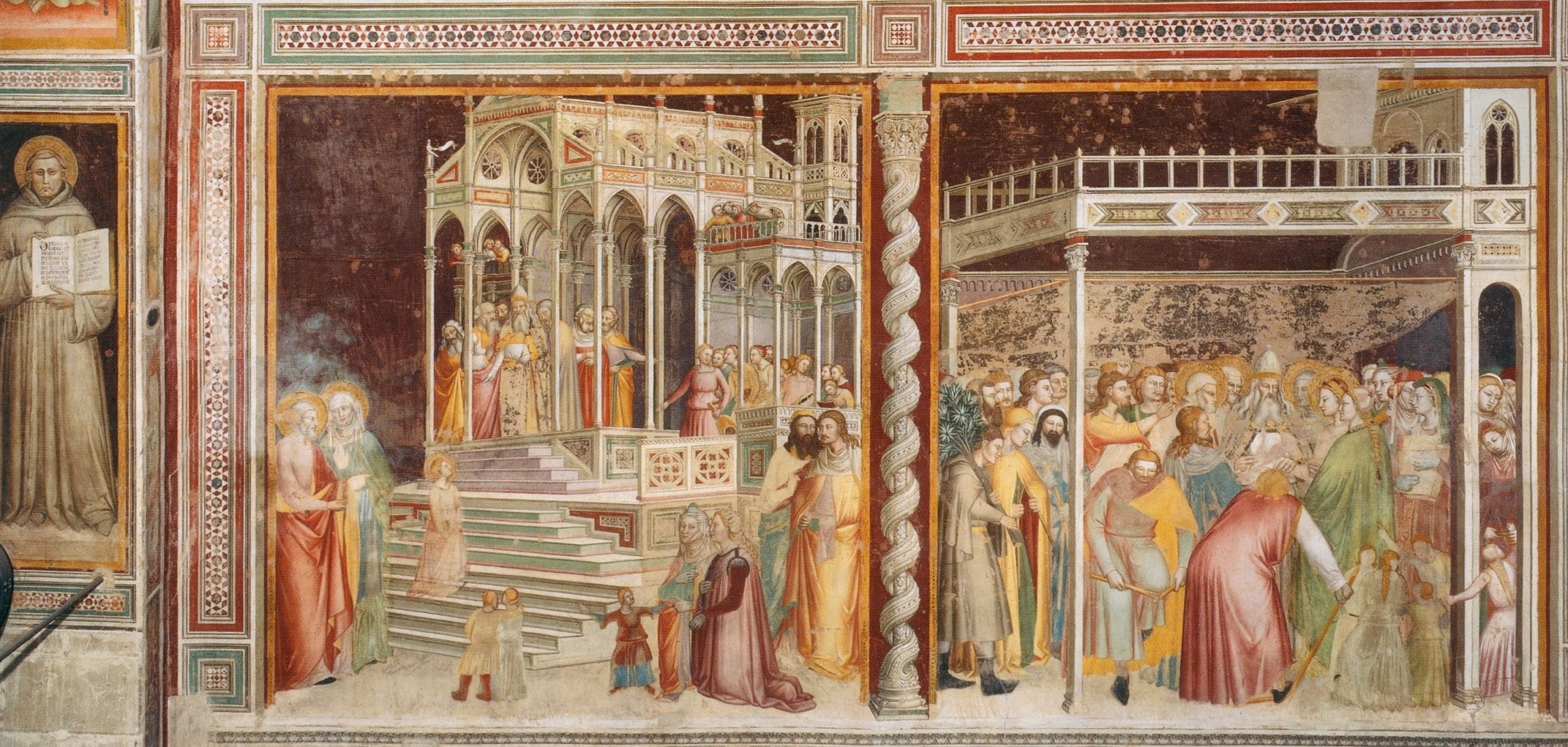
1. Введение Марии во храм. 2. Обручение Марии. ок. 1365г.  Фрески капеллы Ринуччини, ц. Санта Кроче, Флоренция
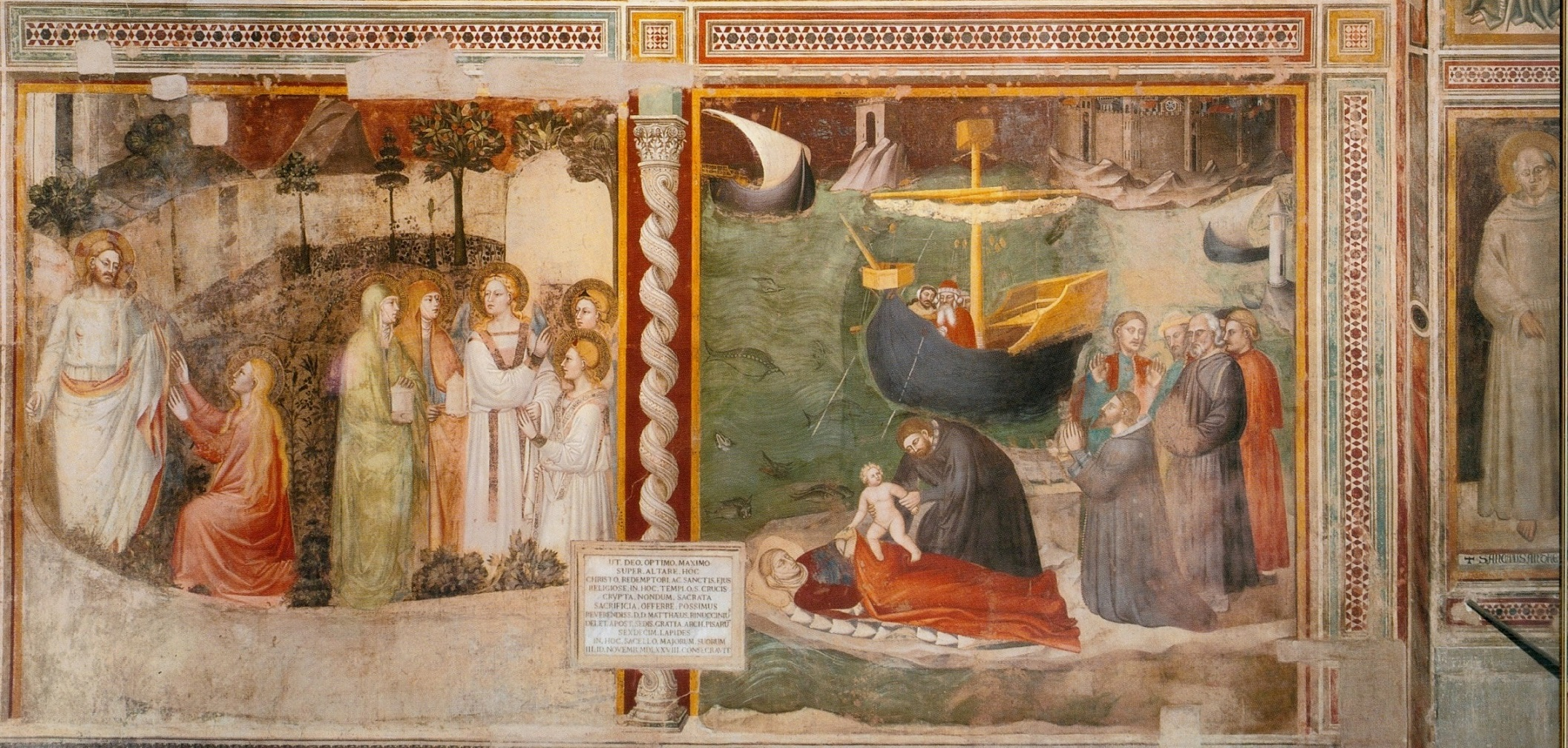
1. Noli me tangere. 2. Нахождение потерявшегося ребёнка и Воскрешение жены правителя благодаря молитвам Марии Магдалины. ок. 1365 г. Фрески капеллы Ринуччини, ц. Санта Кроче, Флоренция
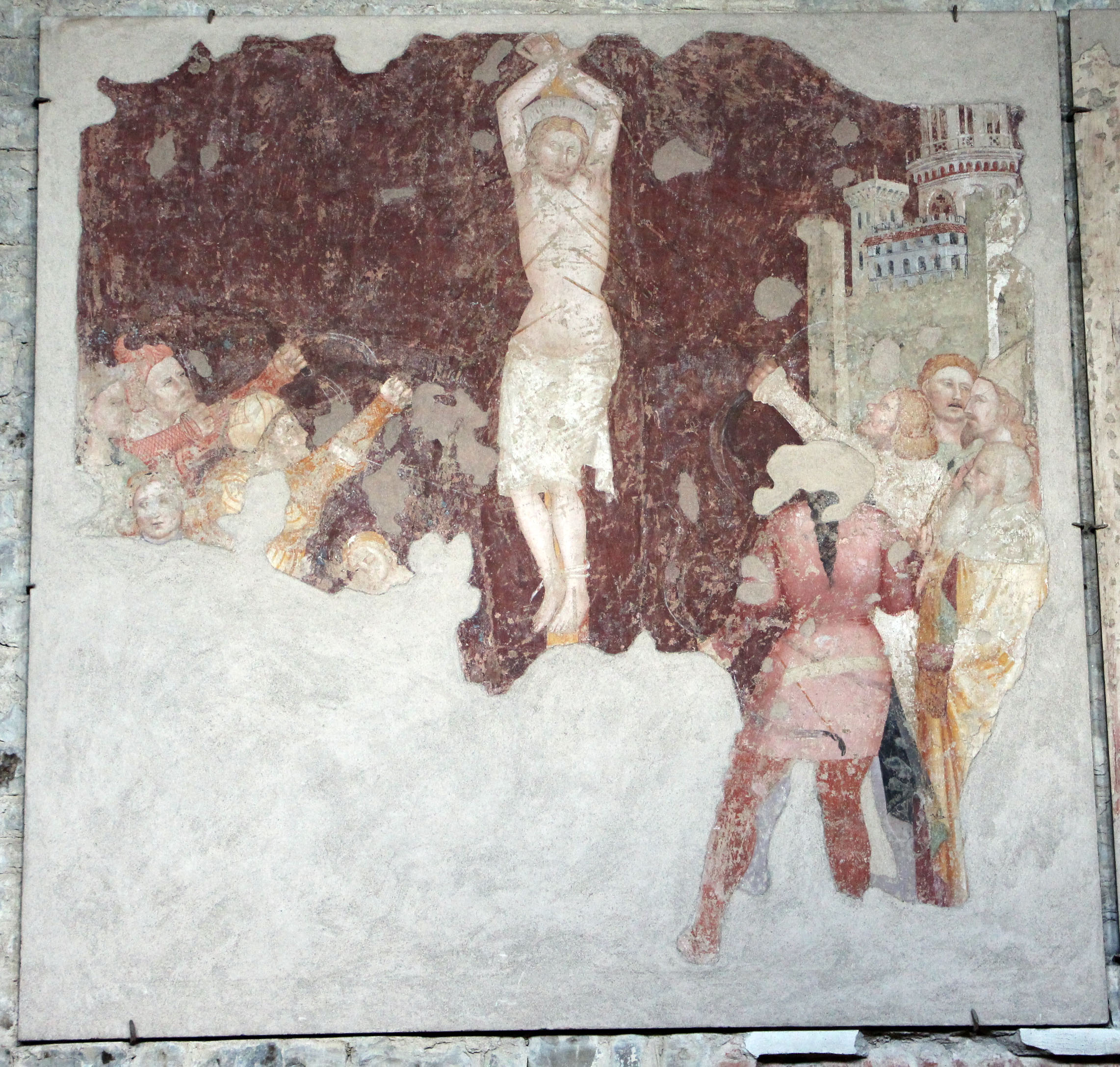
Фреска "Казнь святого Себастьяна". 1360-е гг., ц. Сан Донато в Польверозе
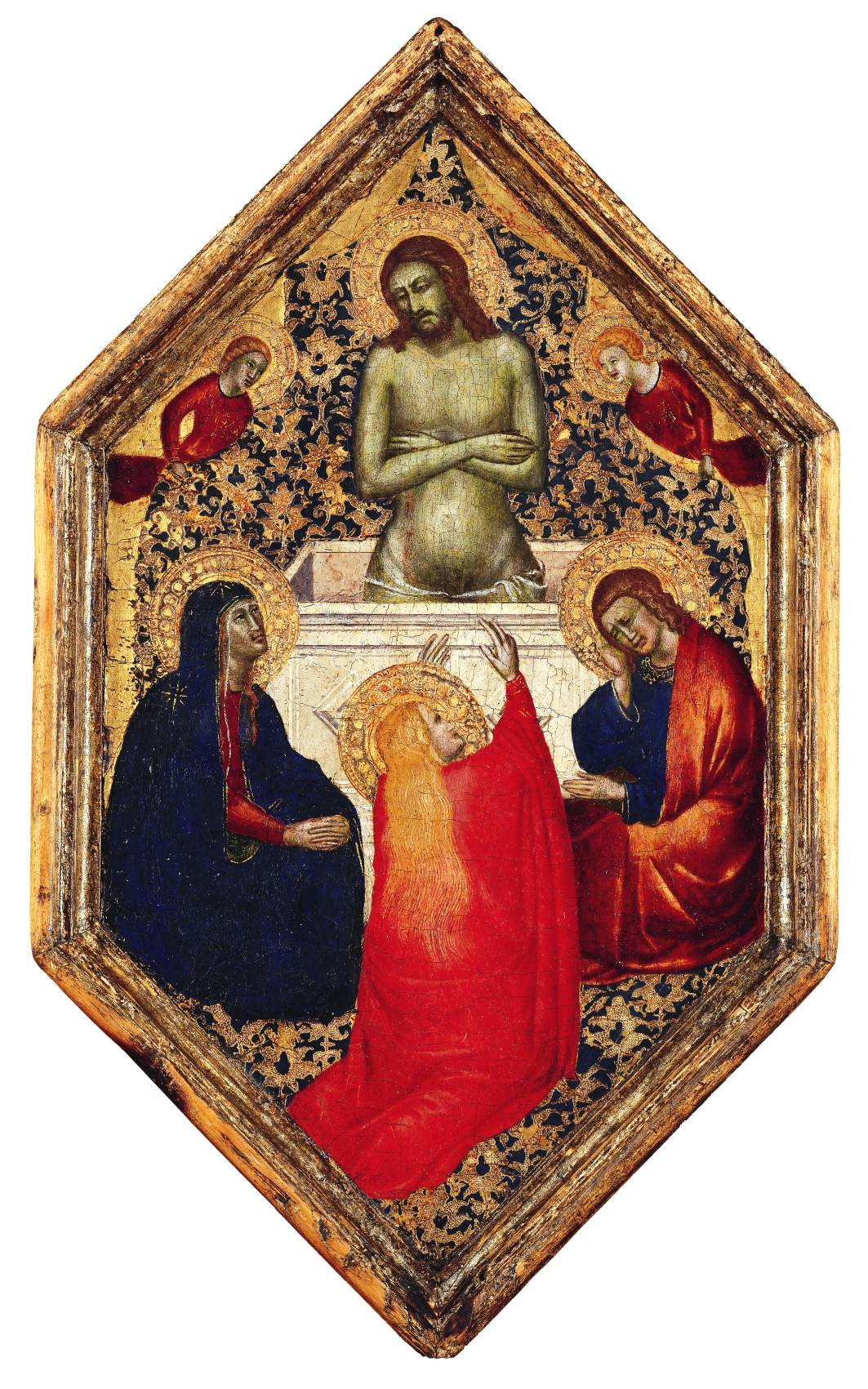
Муж печалей. ок. 1360, Музей Линденау, Альтенбург